# 绍兴高新技术产业开发区
绍兴高新技术产业开发区位于浙江省绍兴市，是2010年11月经国务院批准升级为国家高新技术产业开发区的高新区，面积为226.87平方公里。

## 经济情况
- 1992年8月：经浙江省人民政府批准，成立绍兴经济技术开发区。
- 2006年5月：经浙江省人民政府批准，绍兴高新技术产业开发区升级为省级高新技术产业开发区。
- 2010年11月：经国务院批准，绍兴高新技术产业开发区升级为国家高新技术产业开发区[2]。